# Honorius II.
Honorius II. (vlastním jménem Lamberto Scannabecchi) (9. února 1060 Fagnano – 13. února 1130 Řím) byl papežem od 21. prosince 1124 až do své smrti. Během jeho pontifikátu dostali premonstráti a templáři papežské sankce.